# Raoul Bumballa
Raoul Bumballa (* 10. September 1895 in Troppau, Österreichisch-Schlesien; † 25. Juli 1947 in Wien) war ein österreichischer Journalist und Politiker (ÖVP).

## Leben
Bumballa (der Name wird auf der ersten Silbe betont) führte seit 1921 einen Doktortitel, hatte das Doktorat aber nie erworben. Im Wiener Adressbuch schien er 1921/22 als Firmengesellschafter mit der Adresse Titlgasse 16 in einem Villenviertel im Bezirksteil Lainz des 13. Bezirks auf; in den Ausgaben 1926, 1931 und 1938 ist er nicht zu finden.
Während der NS-Herrschaft wurde Bumballa 1938 verhaftet und war viereinhalb Jahre im KZ Dachau und im KZ Buchenwald inhaftiert. Nach seiner Entlassung engagierte er sich in der österreichischen Widerstandsbewegung O5. Er wird in der zeitgeschichtlichen Literatur teilweise als Sprecher der Österreichischen Widerstandsbewegung O5 bezeichnet. Andererseits wurde ihm attestiert, er habe sich Ende 1944 / Anfang 1945 in den Vordergrund gespielt und eine Sprecherfunktion beansprucht, sei aber dazu von der O5 formal nicht legitimiert worden. Jedoch war Bumballa unstreitig Vorsitzender des so genannten „Siebenerausschusses“ der Widerstandsbewegung.
Diese umfasste Menschen aller politischen Schattierungen, politische Profis aus der Zeit der Ersten Republik waren jedoch kaum vertreten. So hatte O5 im Gegensatz zu Karl Renner, der bei seinen Plänen für Nachkriegsösterreich von der Bundesverfassung 1920 ausging, keine konkreten Überlegungen für die Zeit nach der Niederlage des NS-Regimes vorbereitet und ging wohl davon aus, der Staat müsse von der Basis an neu gegründet werden.
Die Vertreter der bis 1934 aktiven Parteien reaktivierten hingegen sofort ihre Organisationen und traten in politischen Wettbewerb, der sie von der Widerstandsbewegung entfremdete. Nur die Kommunisten legten auf formal überparteiliche Dachorganisationen Wert, um in diesen den Ton anzugeben; als sie die Wertlosigkeit der Widerstandsbewegung für ihre Absichten erkannt hatten, waren sie (wie sich Adolf Schärf 1948 erinnerte) es, die mit Hilfe der Russen für ihre gründliche Erledigung sorgten. Es war ihnen anscheinend auf einmal gar nicht mehr angenehm, daß neben ihnen doch noch andere da waren, die sich mit Recht Verdienste um die Befreiung Österreichs zuschreiben konnten; späterhin galt ihre besondere Abneigung dem gewesenen Leiter der Widerstandsbewegung Dr. Bumballa. Das Ende, das die Widerstandsbewegung gefunden habe, ist nach Schärf unverdient banal gewesen.
Auf Vorschlag der ÖVP wurde Bumballa am 27. April 1945 von Karl Renner in die mit Zustimmung der Sowjetunion gebildete erste Nachkriegsregierung, die Provisorische Staatsregierung, aufgenommen. Die Minister wurden damals als Staatssekretäre bezeichnet, die heutigen Staatssekretäre als Unterstaatssekretäre. Bumballa wurde einer von drei Unterstaatssekretären im vom Kommunisten Franz Honner geleiteten Staatsamt für Inneres. Seine schwierige Aufgabe bestand darin, mit seinem Kollegen Oskar Helmer von der SPÖ darauf zu achten, dass Honner das Innenressort nicht zu einer die kommunistische Herrschaft vorbereitenden Machtbasis ausgestalte.
Am 8. September 1945 fand die Wahl des Präsidiums der ÖVP statt. Leopold Kunschak wurde zum Ehrenpräsidenten gewählt, Leopold Figl zum Bundesparteiobmann. Raoul Bumballa wurde zum zweiten von drei Obmannstellvertretern gewählt. Kam Figl aus dem Bauernbund und kamen seine beiden anderen Stellvertreter aus dem Arbeiter- und Angestelltenbund bzw. aus dem Wirtschaftsbund, so wurde Bumballa als Vertreter der Widerstandsbewegung bezeichnet, obwohl diese nicht mehr bestand.
Wie Schärf 1950 in seiner Konkurrenzbeobachtung betonte, war die ÖVP seiner Meinung nach 1945 anfangs in manchem eine stark linksorientierte bürgerliche Partei […]; die Tatsache, dass sie für die Bewirtschaftung lebenswichtiger Bedarfsgegenstände und für die Verstaatlichung der Schlüsselindustrien eintrat, während die Kommunisten dagegen waren, ließ das Spottwort gerechtfertigt erscheinen, daß die Kommunisten am rechten Flügel der Volkspartei stünden. […] Mit der Ausdehnung der Partei auf die westlichen Bundesländer hat sich ihr Charakter verändert – sie entwickelte sich nach rechts. […] Dr. Bumballa […] legte am 14. November 1945 seine Funktion kurz vor den Wahlen zurück, wie er behauptete, deshalb, weil er mit der Klerikalisierung und mit dem neuen Rechtskurs der Partei nicht einverstanden sein könne.
Laut Oliver Rathkolb trat Bumballa am 2. November 1945 aus der ÖVP aus, blieb aber auf Drängen Renners weiterhin in der bis 20. Dezember 1945 amtierenden Provisorischen Staatsregierung tätig. In der von Renner als erstem Bundespräsidenten der Zweiten Republik am 20. Dezember 1945 berufenen Bundesregierung Figl I hatte Bumballa keine Funktion mehr inne.

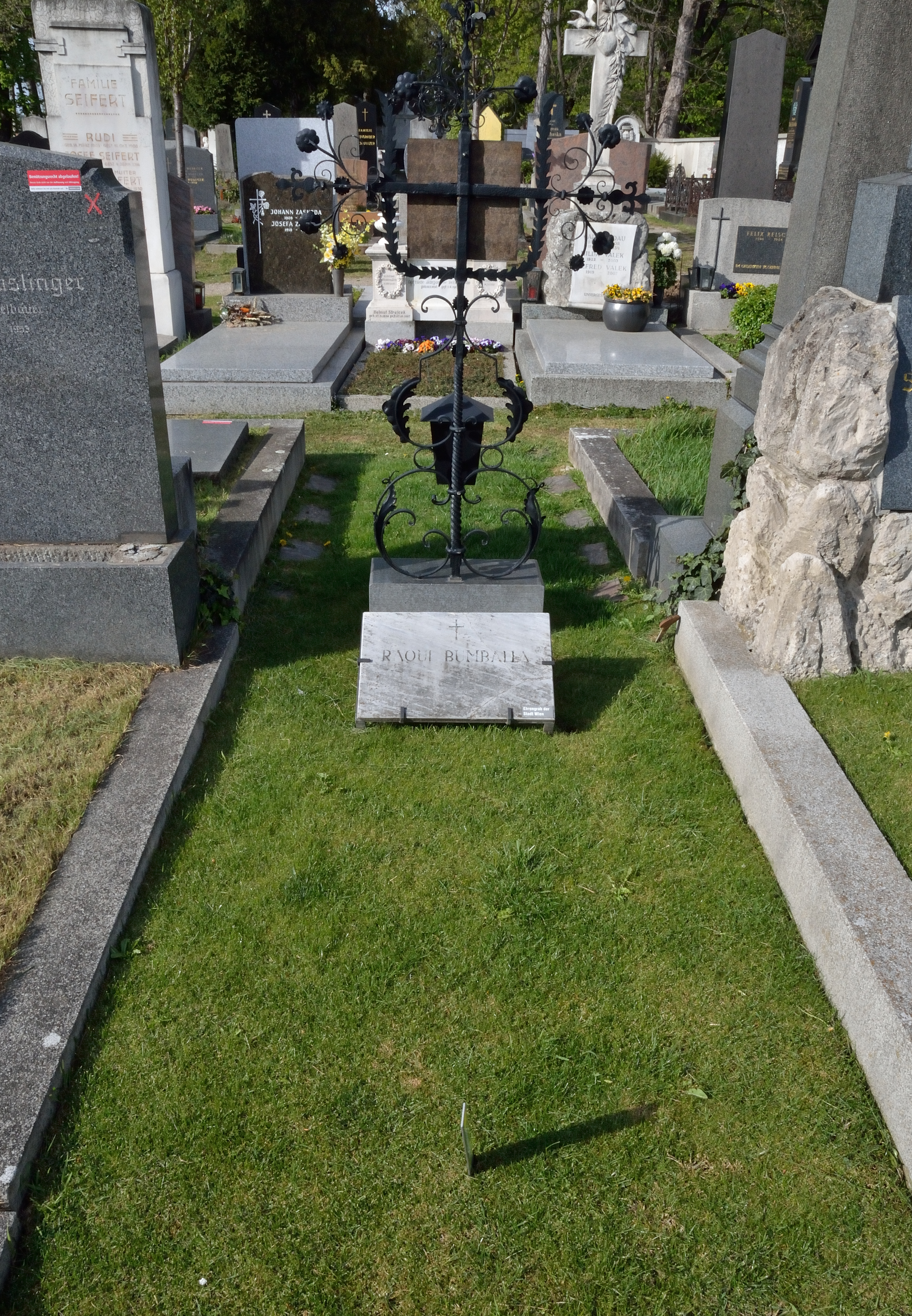
Ehrengrab für Bumballa am Hietzinger Friedhof

Bumballa verstarb (nach Czeike) im Bezirksteil Unter-St.-Veit des 13. Bezirks in Wien in einer Villa in der Larochegasse 33 und wurde am 28. Juli 1947 auf dem Hietzinger Friedhof in einem ehrenhalber gewidmeten Grab (Gruppe 16, Grab Nr. 53) beigesetzt; das Grab besteht bis heute.
Das Zentralorgan der SPÖ, Arbeiter-Zeitung, schrieb in einem Nachruf, Bumballa habe der Nationalsozialismus aus der Beschaulichkeit eines Bürgerlebens in eine Art politischen Abenteurertums hineingerissen. Nach dem Auslaufen seines Regierungsmandats sei sein Name wieder durch die Öffentlichkeit gegangen, als er wegen der Übertretung eines Wirtschaftsgesetzes verhaftet, bald darauf aber wieder freigelassen wurde. Raoul Bumballa sei einem Herzinfarkt erlegen.
Sein Sohn Christian Skrein, geboren 1945, wurde Bildreporter und Werbefilmer. Er wurde insbesondere als Sammler von Fotografien bekannt.